# Hexafluoreto de tungsténio
O fluoreto de tungsténio (VI) ou Hexafluoreto de tungsténio, é um composto inorgânico de tungsténio e flúor com a fórmula química WF6. Este composto corrosivo e incolor é um gás nas condições PTN. Com densidade aproximada de 13 g/L (cerca de 11 vezes mais pesado que o ar), WF6 é um dos gases mais pesados nas condições PTN que se conhece. o gás WF6 é usado sobretudo na produção de circuitos e placas de circuitos de semicondutores por meio do processo de deposição química em fase vapor - ao decompor-se, as moléculas de WF6 deixam um resíduo de tungsténio metálico. Esta camada serve como um "ligador" metálico de baixa resistividade.

## Propriedades
A temperatura e pressão ambientes acima de 17 °C, o hexafluoreto de tungsténio é um gás diamagnético incolor. A molécula WF6 é octaédrica com grupo pontual de simetria Oh. As distâncias da ligação W–F são 183,2 pm. Entre os 2,3 e os 17 °C, o hexafluoreto de tungsténio condensa-se num líquido amarelo pálido com densidade 3,44 g/cm3 a 15 °C. Aos 2,3 °C congela num sólido branco com estrutura cristalina cúbica, com constante de malha de 628 pm e densidade calculada 3,99 g/cm3. Aos −9 °C esta estrutura transforma-se num sólido ortorrômbico com constantes de malha a = 960,3 pm, b = 871,3 pm, e c = 504,4 pm, e com densidade 4,56 g/cm3. Nesta fase, a distância W–F é 181 pm, e a menor distância intermolecular média é 312 pm. Embora o WF6 gasoso seja um dos gases mais pesados, com densidade superior à do mais pesado dos gases elementares, o radão (9,73 g/L), a densidade de WF6 nos estados líquido e sólido é bastante moderada.

## Síntese
O hexafluoreto de tungsténio é geralmente produzido pela reação exotérmica do flúor gasoso com pó de tungsténio a uma temperatura entre os 350 e os 400 °C:
W + 3 F2 → WF6
O produto gasoso é condensado e separado por destilação do WOF4, uma impureza comum. Numa variação da fluorinação direta, o metal é colocado num reator aquecido, ligeiramente pressurizado até 8,3 a 14 kPa com um fluxo constante de WF6 misturado com uma pequena quantidade de flúor gasoso.
O gás flúor no método acima pode ser substituído por ClF, ClF3 ou BrF3. Um procedimento alternativo para a produção de fluoreto de tungsténio é fazer reagir trióxido de tungsténio (WO3) com HF, BrF3 ou SF4. O fluoreto de tungsténio pode também ser obtido por conversão de hexacloreto de tungsténio:
WCl6 + 6 HF → WF6 + 6 HCl ou
WCl6 + 2 AsF3 → WF6 + 2 AsCl3 ou
WCl6 + 3 SbF5 → WF6 + 3 SbF3Cl2

## Reações
Em contacto com a água, o fluoreto de tungsténio dá origem a fluoreto de hidrogénio (HF) e oxifluoretos de tugsténio, com eventual formação de trióxido de tungsténio:
WF6 + 3 H2O → WO3 + 6 HF
Ao contrário de alguns outros fluoretos metálicos, WF6 não é útil como agente de fluorinação nem é um oxidante poderoso. Pode ser reduzido ao tetrâmero WF4.

## Aplicações na indústria dos semicondutores
A aplicação dominante do fluoreto de tungsténio é na indústria de semicondutores, na qual é largamente usado para a deposição de tungsténio metálico por um processo de deposição química em fase vapor (CVD). A expansão da indústria nas décadas de 1980 e 1990 resultou num aumento do consumo de WF6, que permanece em redor das 200 toneladas por ano em todo mundo. O metal tungsténio é atraente devido às suas relativamente altas estabilidades química e térmica, bem como à sua baixa resistividade (5,6 µΩ·cm) e eletromigração. Embora WF6 seja preferido relativamente a outros compostos relacionados, como WCl6 ou WBr6, devido à sua maior pressão de vapor que resulta em taxas de deposição maiores. Desde 1967, foram desenvolvidas e utilizadas duas rotas de deposição, a decomposição térmica e redução com hidrogénio. A pureza do gás WF6 requerida é relativamente elevada e varia entre 99,98% e 99,9995% dependendo da aplicação.
As moléculas de WF6 têm que ser partidas no processo CVD. A decomposição é geralmente facilitada misturando WF6 com hidrogénio, silano, germano diborano, fosfina, e gases relacionados contendo hidrogénio.

### Silício
WF6 reage após contacto com um substrato de silício. A descomposição de WF6 no silício depende da temperatura:
2 WF6 + 3 Si → 2 W + 3 SiF4    abaixo de 400 °C
WF6 + 3 Si2 → W + 3 SiF2     acima de 400 °C.
Esta dependência é crucial pois é consumido o dobro do silício a temperaturas mais altas. A deposição ocorre seletivamente apenas em silício puro, mas não em óxido ou nitreto de silício, pelo que a reação é muito sensível à contaminação ou ao p´re-tratamento do substrato. A reação de decomposição é rápida, mas atinge a saturação quando a espessura da camada de tungsténio atinge os 10–15 micrómetros. A saturação ocorre porque a camada de tungsténio detém a difusão das moléculas de WF6 no substrato de silício o qual é o único catalisados da decomposição molecular neste processo.
Se a deposição ocorrer numa atmosfera com oxigénio (ar) e não numa atmosfera inerte, então forma-se uma camada de óxido de tungsténio em vez de tungsténio.

### Hidrogénio
O processo de deposição ocorre a temperaturas entre 300 e 800 °C e resulta na formação de vapores de ácido hidrofluórico:
WF6 + 3 H2 → W + 6 HF
A estrutura cristalina das camadas de tungsténio produzidas pode ser controlada alterando a razão WF6/H2 e a temperatura do substrato: razões e temperaturas baixas resultam na formação de cristalitos com orientação (100) enquanto valores mais altos favorecem a orientação (111). A formação de HF é um inconveniente pois o vapor de HF é muito agressivo e decapa a maioria dos materiais. Adicionalmente, o tungsténio depositado exibe adesão fraca ao dióxido de silício, o qual é o principal material de passivação na eletrónica de semicondutores. Portanto, o SiO2 tem que ser revestido com uma camada tampão adicional antes da deposição do tungsténio. Por outro lado, a decapagem por HF pode ser benéfica ao remover camadas de impurezas indesejáveis.

### Silano e germano
Os elementos característicos da deposição de tungsténio a partir de WF6/SiH4 são a alta velocidade, boa adesão e a uniformidade da camada. Os inconvenientes são o risco de explosão e a alta sensibilidade da taxa de deposição e morfologia aos parâmetros do processo, tais como razão de mistura, temperatura do substrato etc. Assim, o silano é frequentemente usado para criar uma fina camada de de nucleação do tungsténio. É depois substituído pelo hidrogénio, que abranda a deposição e limpa a camada.
A deposição a partir da mistura WF6/GeH4 é semelhante à de WF6/SiH4, mas a camada de tungsténio fica contaminada com germânio relativamente pesado (comparado com o silício) com concentrações de até 10-15%. Tal facto aumenta a resistência do tungsténio de cerca de 5 para 200 µΩ·cm.

## Outras aplicações
WF6 pode ser usado para a produção de carboneto de tungsténio.
Como gás pesado, WF6 pode ser usado como tampão para controlar reações gasosas. Por exemplo, abranda a química da chama de Ar/O2/H2 e reduz a sua temperatura.

## Segurança
O fluoreto de tungsténio é um composto extremamente corrosivo que ataca qualquer tecido. A exposição humana ao gás começa por afetar os olhos e as vias respiratórias causando irritação, perda de visão, tosse e formação excessiva de saliva e catarro. Após a mistura com fluidos corporais, o gás transforma-se em ácido hidrofluórico o qual queima a pele os tecidos mucososos das vias respiratórias. Após exposição prolongada, tal resulta em pneumonite e edema pulmonar e pode ser fatal. Devido à formação de ácido hidrofluórico após a reação de WF6 com a humidade, os recipientes para armazenamento de WF6 têm juntas de Teflon.

## Compostos relacionados
A alta simetria da molécula de WF6 é observada na maioria dos compostos relacionados. Contudo, é interessante notar que o hexa-hidreto de tungsténio (WH6) e o hexametiltungsténio (W(CH3)6) adotam uma estrutura prismática trigonal. São conhecidos numerosos outros hexafluoretos de outros metais ou metalóides (M). Tais compostos MF6 formam de modo característico gases densos, porém, quando o elemento M é mais pesado que o tungsténio, o composto é líquido ou sólido à temperatura ambiente.